# Casa a la travessia de l'Església (Camallera)
La casa a la travessia de l'Església és una casa dins del nucli urbà de la població de Camallera, a la part de ponent del terme, adossada a la façana de llevant de l'església parroquial de Sant Bartomeu i formant cantonada amb el carrer de l'Església. La casa fou adossada al temple parroquial de Sant Bartomeu al segle xvi i, des del seu interior, encara és visible l'antic absis romànic de l'església. S'observa el tipus de parament, bastit amb carreus de pedra ben escairats i una petita finestra de doble esqueixada. Fins fa poc temps, la casa era el taller de fusteria Ribas.
Edifici cantoner de planta rectangular format per dos cossos adossats, amb les cobertes d'un sol vessant i distribuït en planta baixa, pis i altell. La façana principal, orientada a llevant, presenta les obertures majoritàriament rectangulars i emmarcades en pedra, tot i que restituïdes. De l'edifici original es conserva el portal d'accés i la finestra del damunt, ambdues obertures situades a l'extrem nord de la façana. El portal és d'arc de mig punt adovellat, amb alguna reforma posterior, i la finestra està emmarcada amb carreus als brancals, amb l'intradós de l'obertura, l'ampit i el guardapols motllurats i decorats. La construcció és bastida amb pedra desbastada disposada irregularment.